# Koç Üniversitesi
Die Koç Üniversitesi ist eine private Universität in Istanbul, Türkei. Sie wurde 1993 von der Vehbi-Koç-Stiftung gegründet. Das Studium orientiert sich an der amerikanischen Variante des Bachelor/Master-Systems. Die Bachelorstudiengänge sind in der Regel acht Semester und die Masterstudiengänge vier Semester lang. Die offizielle akademische Sprache ist Englisch.

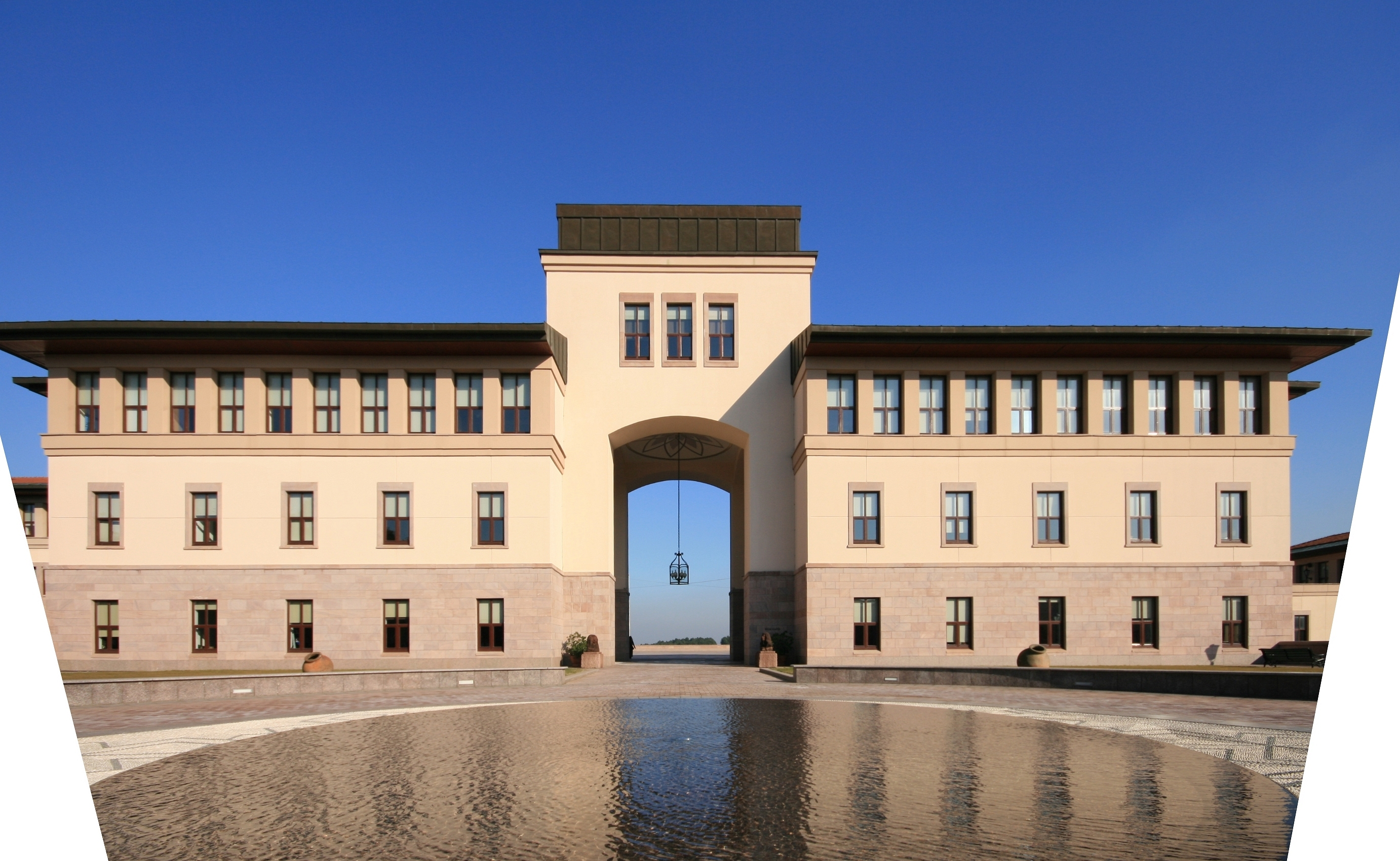
Eingang zum Universitätscampus

Die Universität besitzt drei Campusse im Istanbuler Stadtteil Sarıyer am nordwestlichen Ende des Bosporus – den Hauptcampus im Viertel Rumelifeneri sowie zwei weitere Standorte in den Vierteln Sarıyer und İstinye – sowie ein Universitätskrankenhaus im Viertel Topkapı des Stadtteils Fatih.
Für die Financial Times gehört die Koç Üniversitesi zu den TOP 100 der Business Schools in Europa. In einem Ranking landete die Universität auf dem 73. Platz. Der EMBA-Studiengang errang den 29. Platz.
Das American Football Team Istanbul Rams, welches 2022 in der European League of Football antreten wird, wurde 2004 von Studenten der Universität als „Koç Rams“ gegründet.

## Fakultäten und akademische Einrichtungen
Die Koç Üniversitesi besteht aus folgenden akademischen Einheiten:
- Faculty of Administrative Sciences and Economics
- Faculty of Arts and Science
- Faculty of Engineering
- Law School
- Faculty of Medicine
- Vocational School of Health Sciences
- Graduate School of Business
- Graduate School of Sciences & Engineering
- Graduate School of Social Sciences and Humanities
- English Language Center

## Persönlichkeiten

### Präsidenten
- Seha Tiniç (1993–2001)
- Attila Aşkar (2001–2008)
- Ümran Inan (seit 2008–2023)
- Metin Sitti (seit 2023)[4]